# جیمز ای. ینسن
جیمز ای. ینسن (انگلیسی: James A. Jensen; ۲ اوت ۱۹۱۸ – ۱۴ دسامبر ۱۹۹۸) دیرین‌شناس اهل ایالات متحده آمریکا بود.